# Dörgön járás
Dörgön járás (mongol nyelven: Дөргөн сум) Mongólia Hovd tartományának egyik 
járása. Területe 4128 km². Népessége kb. 3200 fő.
Székhelye Szér (Сээр), mely 130 km-re északkeletre fekszik Hovd tartományi székhelytől.